# チャー (潜水艦)
チャー (USS Charr, SS/AGSS-328) は、アメリカ海軍の潜水艦。バラオ級潜水艦の一隻。艦名はイワナ属の総称に因んで命名された。

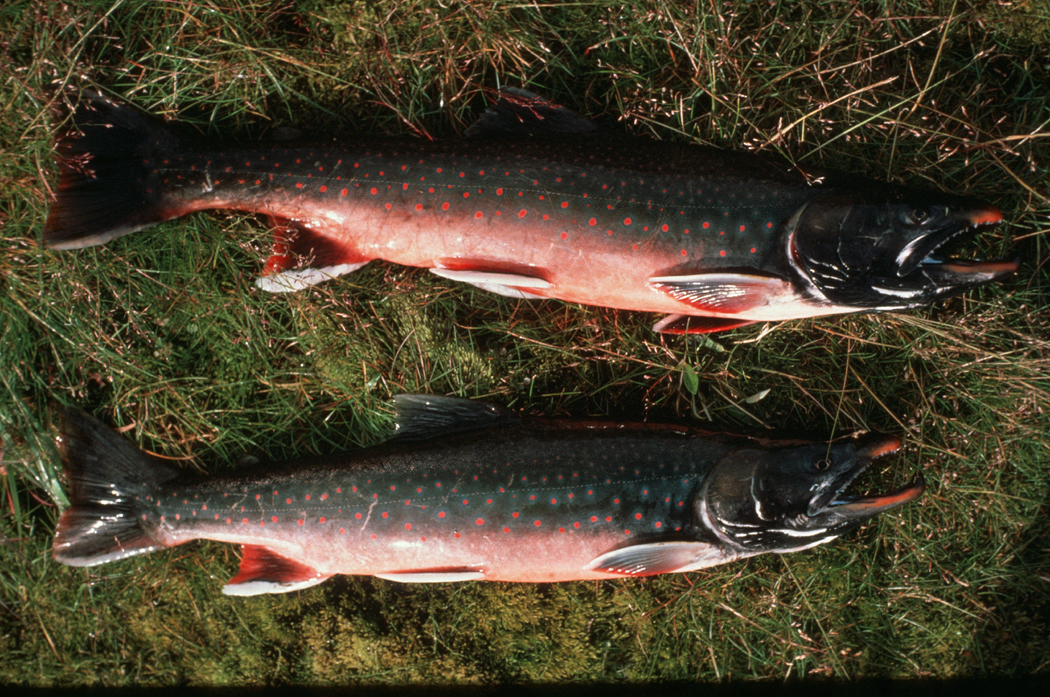
ホッキョクイワナ（Arctic charr）

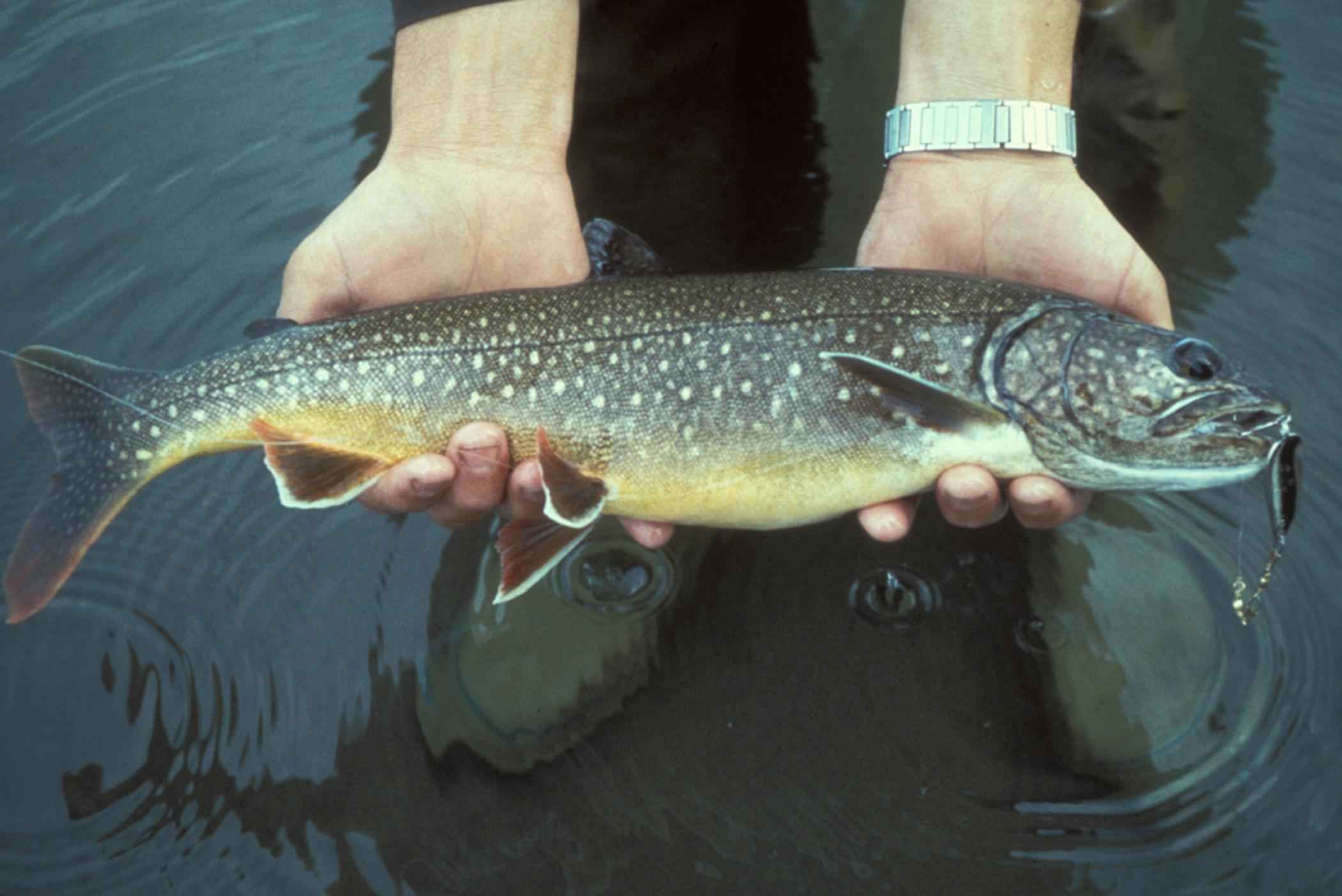
レイクトラウト（カナダ通称Lake charr）

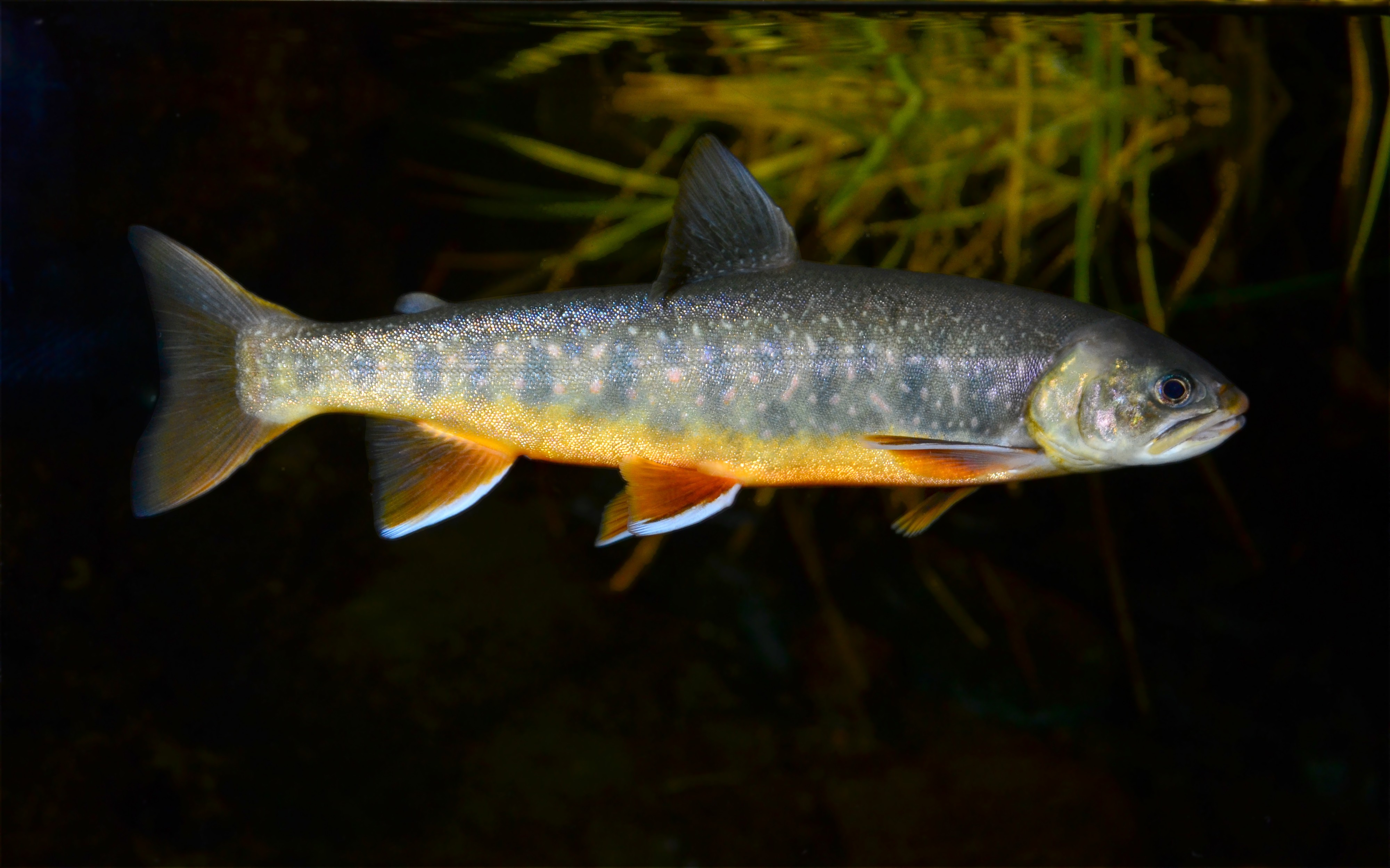
イワナ（Whitespotted charr）

## 艦歴
当初は北米沿岸に生息するメバル科の一種ボカシオ・ロックフィッシュに因みボカシオ (Bocaccio) の艦名であったが、1942年9月24日にチャーと改名された。チャーは1943年8月26日にコネチカット州グロトンのエレクトリック・ボート社で起工した。1944年5月28日にウィリアム・F・オークニー夫人によって命名、進水し、9月23日に艦長フランシス・D・ボイル中佐（アナポリス1934年組）の指揮下就役する。11月5日にニューロンドンを出航し、12月9日に真珠湾に到着した。

### 哨戒
12月30日、チャーは最初の哨戒で南シナ海に向かった。1945年1月29日、チャーはインドシナ半島沿岸から1マイルと離れていない海上に堂々と錨を下ろしながらゴムボートを出して、海岸に倒れている2人の味方パイロットの救助任務を実行した。この後、チャーはジャワ海とロンボク海峡を通過中に、攻撃を受けて損傷したオランダ潜水艦「ズヴァードヴィッシュ (Hr.Ms. Zwaardvisch, P322)」と会合し同艦を護衛した。3月3日、チャーは63日間の行動を終えてフリーマントルに帰投した。

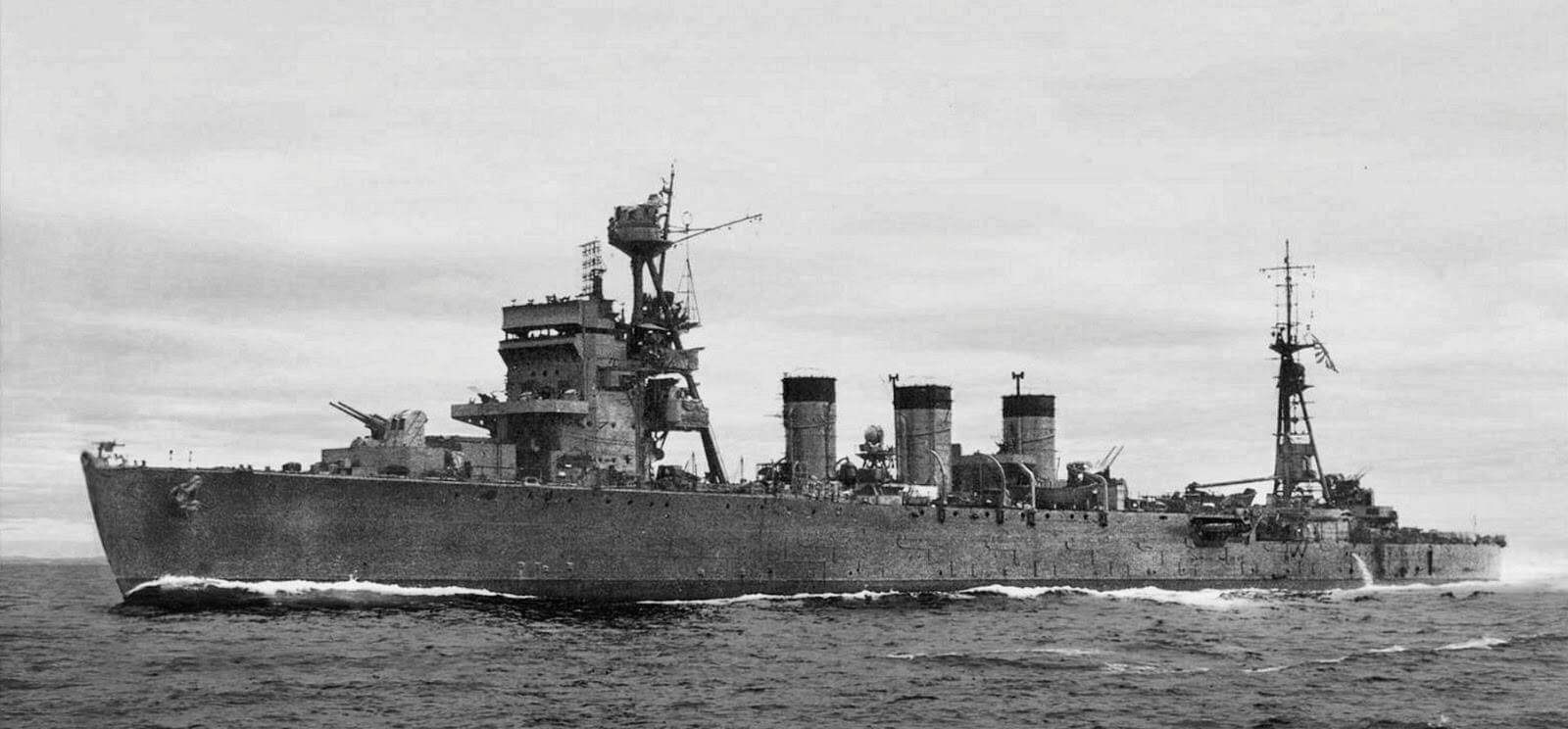
軽巡洋艦「五十鈴」（1944年）

3月27日、チャーは2回目の哨戒で潜水艦「ガビラン (USS Gabilan, SS-252)」「ベスゴ (USS Besugo, SS-321)」とウルフパックを組んでフローレス海、ジャワ海および南シナ海方面に向かった。チャーには機雷敷設の任務も与えられていた。4月4日、チャーとガビランの元にイギリスの潜水艦「スパーク (HMS Spark, P236)」からの情報によって、軽巡洋艦五十鈴がこの近海にいることを知った。その時、ベスゴが「五十鈴」、水雷艇「雉」、掃海艇2隻からなる艦隊を発見、ベスゴから「五十鈴」を攻撃するには位置関係が遠すぎたため、「五十鈴」の始末はチャーと「ガビラン」に委ねられ、チャーと「ガビラン」は浮上したのち4日間に渡って、10海里から13海里の距離を保ちつつ「五十鈴」らに対する追跡を開始した。4月6日、「ガビラン」は陸岸ギリギリに航行中の「五十鈴」を発見し戦闘配備についたが、その最中に「五十鈴」が魚雷が確実に当たる範囲から離れていったので、この時は攻撃を諦めた。ベスゴは500メートルを切る至近距離から「五十鈴」に対して魚雷を9本発射したが、「五十鈴」ではなく「第12号掃海艇」に命中し、これを撃沈した。「五十鈴」は同日の夜にスンバワ島のビマに入港し、翌朝に出港した。チャーがレーダーで「五十鈴」の出港を知り、「ガビラン」に連絡した。「ガビラン」は6本の魚雷を発射したが、この時一門の魚雷発射管が故障したので、5本が「五十鈴」に向けて疾走していった。6時15分、そのうちの1本が右舷艦橋と一番煙突の間に命中した。この後、チャーが3本の魚雷を命中させて「五十鈴」を撃沈した。「五十鈴」は潜水艦の魚雷による犠牲となった最後の日本海軍軽巡洋艦であり、艦体を折って沈んで行く「五十鈴」の最期はチャーでも「ガビラン」でもなく「スパーク」によって確認された。チャーも「ガビラン」も、爆雷攻撃を避けるために深深度潜航していたからである。4月10日、チャーは沿岸貨物船を浮上砲戦で撃沈し、4月14日と4月15日には2日間にわたってマレー半島東岸プーロ島沖に機雷を敷設した。チャーは南シナ海を北上し、4月20日に一旦スービック湾に入り補給を行った後、4月24日に再出撃して台湾沖で救助任務に就いた。5月21日、チャーは51日間の行動を終えてスービック湾に帰投した。
6月14日、チャーは3回目の哨戒でタイランド湾方面に向かった。この頃には目標らしい目標もほとんどなかった。7月14日、チャーがガソリン輸送潜水艦「伊351」を発見し、チャーは僚艦とともに巧みに「伊351」を追い詰め最終的には潜水艦「ブルーフィッシュ (USS Bluefish, SS-222) 」が「伊351」を撃沈した。7月26日、チャーは42日間の行動を終えてフリーマントルに帰投した。
チャーの3回の哨戒のうち、第2回が成功として記録された。チャーは第二次世界大戦の戦功で1個の従軍星章を受章した。

### 戦後
チャーは8月29日までフリーマントルに留まり、その後修理のため真珠湾に向かった。修理完了後はグアムで訓練を行い、1946年1月30日に新たな母港のサンディエゴに到着した。サンディエゴを拠点として1947年から48年にかけて極東への模擬巡航を行い、西海岸沿いの作戦活動に従事した。しばしば予備役兵を乗せて2週間程度の訓練巡航を行い、その後1949年から51年7月までメア・アイランド海軍造船所でフリート・シュノーケル改修を受ける。この改修によって水中での航続距離が拡張された。一連の改修作業は1951年11月19日に完了し、チャーは海外配備の準備を行う。1952年3月26日に韓国における国連軍の支援のために出航し、極東各地での哨戒を行った。1952年10月2日にサンディエゴに帰還、沿岸での作戦活動に従事し、予備役兵の訓練巡航も行った。1954年6月11日から12月7日まで再び極東へ巡航し、航空および水上艦部隊と共に対潜水艦戦訓練を行い、哨戒を行った。11月9日、チャーに蔣介石中華民国総統が乗艦し巡航を行った。西海岸に帰還すると通常任務を再開し、1957年3月22日から10月14日まで沿岸での任務に従事した。1958年の秋にカナダ海軍との合同演習を行う。その後1959年には5月6日から10月28日まで極東に展開し、1960年はサンディエゴ沿岸での作戦活動に従事した。その後、チャーは1966年に AGSS-328 （実験潜水艦）に艦種変更される。1969年6月28日に退役し、1971年12月20日に除籍、1972年8月17日にスクラップとして売却された。